# The Sphere

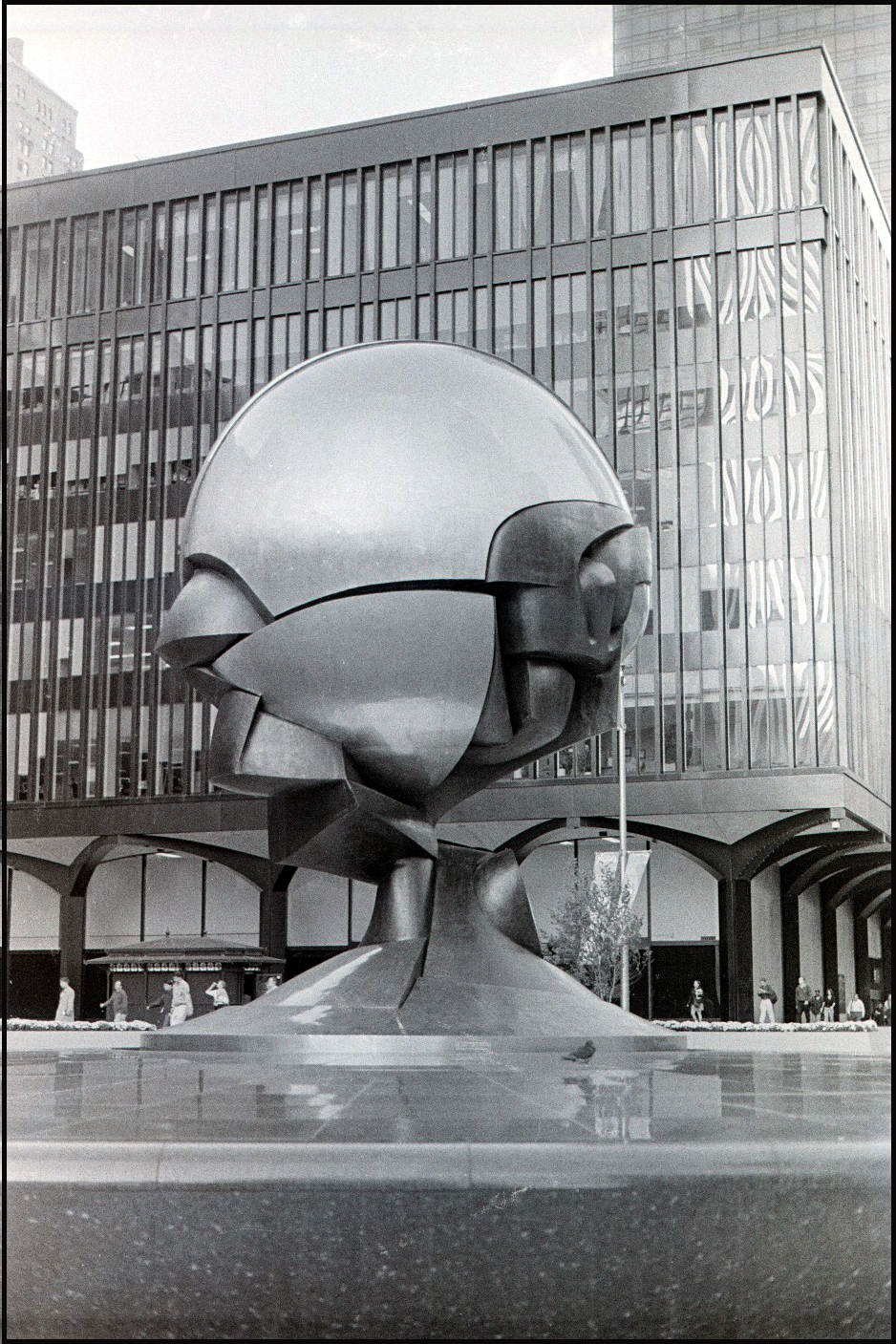
The Sphere, 1998

Sfeer bij fontein aan plein (letterlijke Nederlandse vertaling van de officiële naam Sphere at Plaza Fountain: informeler bekend onder de naam The Sphere, Duits: Große Kugelkaryatide) is een bronzen sculptuur uit 1971 van de Duitse beeldhouwer Fritz Koenig. Met de Liberty Street Bridge is ze een reliek van het originele World Trade Center in het straatbeeld van New York.
De sculptuur stond tussen 1973 en 2001 op Austin J. Tobin Plaza aan het oude World Trade Center. Sinds 2017 staat ze in Liberty Park. Ze werd in het verleden weleens de Kogel van Koenig genoemd. Ze is een bronzen globe en staat symbool voor handel en wereldvrede. Tussen 1973 en 2001 roteerde ze zoals de baan van de Aarde. Sfeer bij fontein aan plein of The Sphere – na verloop van tijd de bijnaam die New Yorkers het kunstwerk gaven – raakte zwaar beschadigd bij de terroristische aanslagen op 11 september 2001 en wel vanwege de verwoesting van de Twin Towers en het Austin J. Tobin Plaza waar het op rustte. Sfeer bij fontein aan plein kon niettemin weer uit het puin worden gehaald.
Sfeer bij fontein aan plein werd bij de aanslagen op 11 september 2001 niet vernietigd, maar teruggevonden onder het puin.  Sinds 11 september 2002 dient het als een reliek van het oude World Trade Center en officieel als een herdenkingsmonument. Het kunstwerk stond na renovatie tien jaar lang in het stadspark The Battery ten zuidoosten van de wijk Battery Park City. De beheerder van het World Trade Center, PANYNJ, verplaatste de sculptuur begin september 2017 naar haar oorspronkelijke locatie: Liberty Park nabij het One World Trade Center en het National September 11 Memorial & Museum.

## Voorgeschiedenis

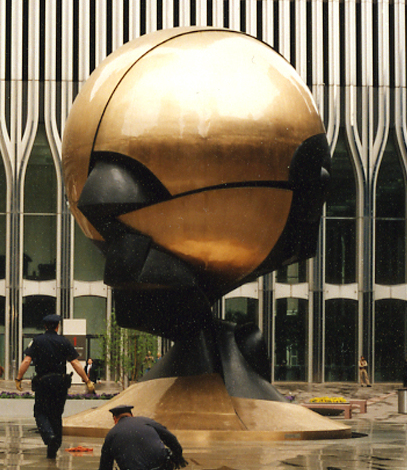
The Sphere voor de aanslagen, waarschijnlijk eind jaren negentig

Sfeer bij fontein aan plein is het pronkstuk van de Duitse beeldhouwer Fritz Koenig, die zijn sculptuur naast Große Kugelkaryatide tevens zijn "grootste kind" noemde.
De naam The Sphere is een verkorting van het Engelse woord atmosphere (Nederlands: sfeer). Het kunstwerk is 7,5 meter hoog en bestaat uit 52 bronzen segmenten die werden vervaardigd in Bremen en die in 1971 naar New York werden verscheept. 
Het kunstwerk diende in den beginne als symboliek voor handel en wereldvrede volgens architect Minoru Yamasaki, die het originele World Trade Center ontwierp in de jaren 60. Het werk was een wenk naar de moskee Al-Masjid al-Haram in Mekka waarbij de globe als bij wijze van spreken de plaats innam van de Kaäba.
Het mechanisch ontwerp van de sculptuur, een wereldbol die 24 uur telkens na vijftien minuten volledig rond zijn as was gedraaid, werd geconstrueerd door Leslie E. Robertson. Later is dit verwoest bij de aanslagen van 11 september 2001.

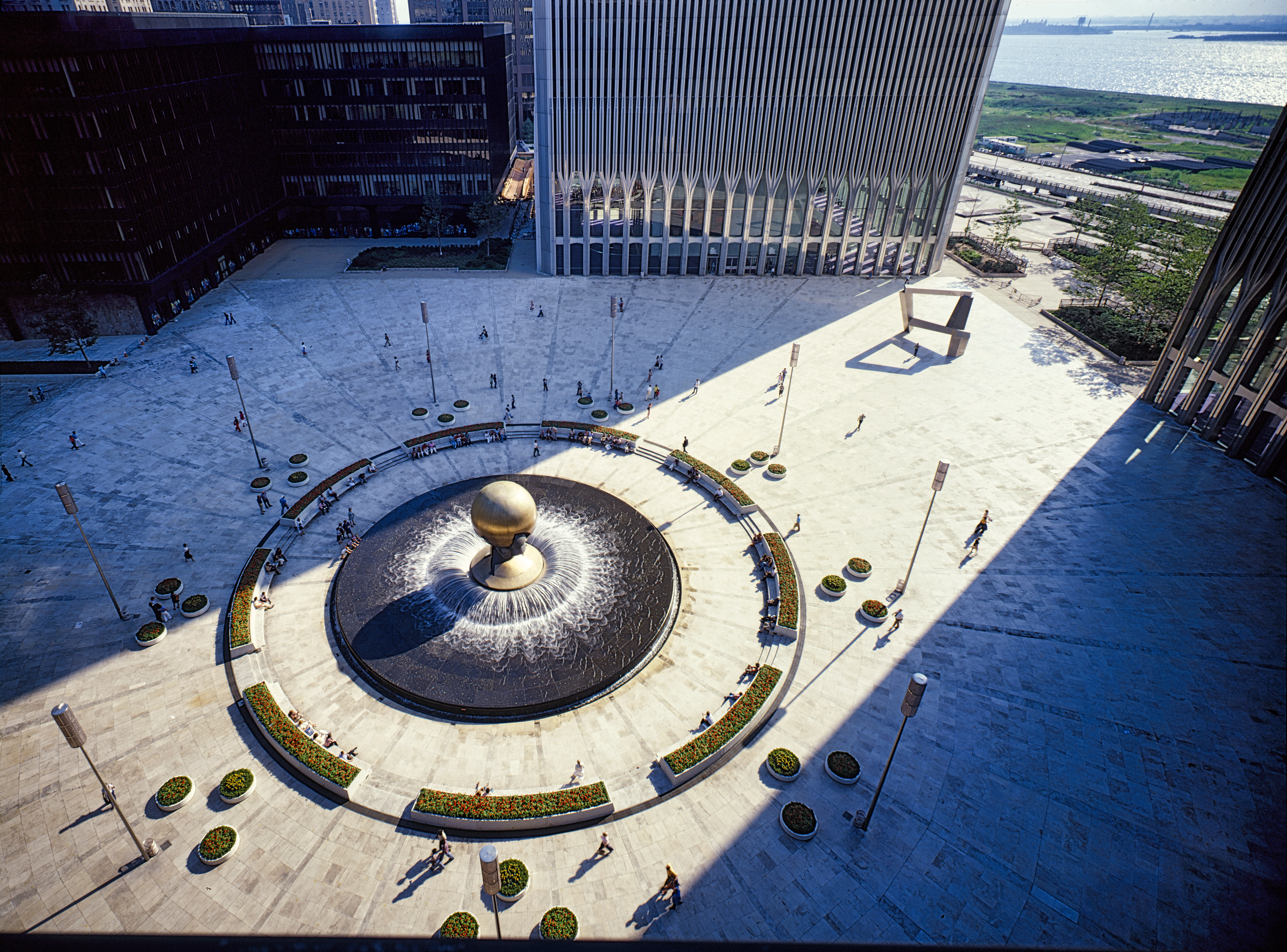
Austin J. Tobin Plaza met The Sphere, 1976

Koenig compileerde The Sphere in 1966 in opdracht van beheerder Port Authority of New York and New Jersey (PANYNJ). De eerste keuze ging uit naar de Brit Henry Moore. Koenig werd pas gekozen nadat Yamasaki onder de indruk was van zijn werk. Koenig begon in 1967 reeds met werken in zijn atelier in Beieren, toen het World Trade Center-complex zich nog in een planningsfase bevond. Pas zes jaar later was het WTC gereed voor gebruik.
Hoewel door Koenig zelf Große Kugelkaryatide (Grote sferische kariatide) genoemd, werd het beeldhouwwerk door New Yorkers aangeduid als "The Sphere" en werd alternatief ook "de Kogel van Koenig" genoemd. De sculptuur stond vervolgens 28 jaar lang aan de voet van het World Trade Center op een plein dat was vernoemd naar Austin J. Tobin, dertig jaar lang de directeur van de Port Authority. Tevens omvatte het kunstwerk fonteinen, geplaatst rondom de sculptuur, evenals enkele bankjes waar de werknemers van de Twin Towers en de overige gebouwen van het complex konden lunchen of eventueel inwoners of toeristen konden verpozen.

## Aanslagen op 11 september 2001
Sfeer bij fontein aan plein werd in zwaar beschadigde toestand teruggevonden onder het puin van de verwoeste Twin Towers, waarna de sculptuur werd geborgen in de buurt van John F. Kennedy Airport. Aldaar werd het kunstwerk maandenlang in gehavende staat bewaard alvorens te worden opgeknapt.
Men twijfelde of het kunstwerk voortaan als herdenkingsmonument moest dienen als een laatste aandenken aan het voormalige World Trade Center, omdat het kunstwerk relatief "ongeschonden" de aanslagen had overleefd. The Sphere had lange tijd een onzekere toekomst, maar werd uiteindelijk toch als herdenkingsmonument aangewend.
| |  |  |
| The Sphere voor en na de aanslag met de North Tower achter en Six World Trade Center rechts achter |  |  |

## Monument
Sfeer bij fontein aan plein werd deels gerestaureerd en vervolgens op 11 maart 2002 heropgericht in The Battery, een stadspark ten zuidoosten van de wijk Battery Park City. Precies een jaar na de aanslagen plaatste men een eeuwige vlam naast het werk.
Kunstenaar Fritz Koenig was aanwezig bij de werken en de plechtigheid. Toenmalig burgemeester Michael Bloomberg en zijn voorganger Rudolph Giuliani spraken dat de sculptuur voortaan was gewijd aan de slachtoffers van de aanslagen, waarna Koenig zei: "Het was een sculptuur, nu is het een monument". The Sphere stond tien jaar lang in The Battery.
Bij de sculptuur hoort een plaquette met onderstaande boodschap van hoop en veerkracht:

For three decades, this sculpture stood in the plaza of the World Trade Center. Entitled The Sphere, it was conceived by artist Fritz Koenig as a symbol of world peace. It was damaged during the tragic events of September 11, 2001, but endures as an icon of hope and the indestructible spirit of this country. The Sphere was placed here on March 11, 2002 as a temporary memorial to all who lost their lives in the terrorist attacks at the World Trade Center. This eternal flame was ignited on September 11, 2002 in honor of all those who were lost. Their spirit and sacrifice will never be forgotten.
("Drie decennia lang stond dit beeldhouwwerk op het plein van het World Trade Center. Onder de titel The Sphere werd het door kunstenaar Fritz Koenig bedacht als een symbool van wereldvrede. Het werd beschadigd tijdens de tragische gebeurtenissen van 11 september 2001, maar blijft bestaan als een icoon van hoop en de onverwoestbare geest van dit land. De Sphere werd hier op 11 maart 2002 geplaatst als een tijdelijk gedenkteken voor allen die het leven lieten bij de terroristische aanslagen op het World Trade Center. Deze eeuwige vlam werd op 11 september 2002 ontstoken ter ere van al degenen die verloren zijn. Hun geest en opoffering zullen nooit worden vergeten.")

## Terugkeer naar World Trade Center

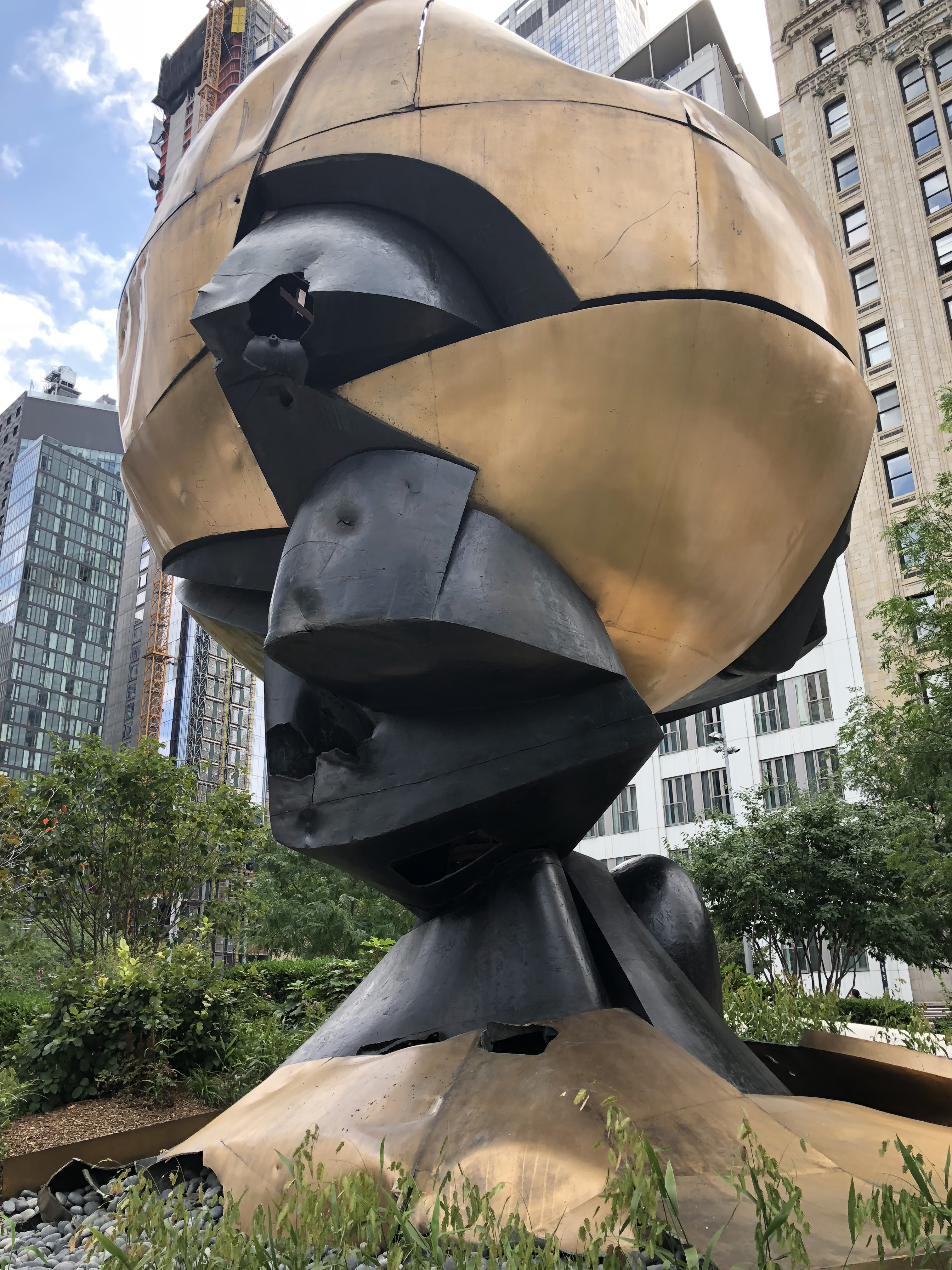
The Sphere - Sphere at Plaza Fountain, 2018

In de zomer van 2012 ging de stad op zoek naar een nieuwe locatie voor het kunstwerk omdat werkzaamheden van start gingen aan de grasperken van The Battery. Een petitie werd opgesteld door families van de slachtoffers om The Sphere terug te halen naar zijn oorspronkelijke locatie, waar inmiddels het nieuwe World Trade Center en National September 11 Memorial & Museum - inclusief North- en South Pool - werden opgetrokken. Uiteindelijk leverde deze petitie meer dan 7.000 handtekeningen op.
Port Authority of New York and New Jersey wou de sculptuur verplaatsen naar het nieuw te bouwen Liberty Park in de buurt van National September 11 Memorial & Museum en One World Trade Center, maar de bouw van het park werd pas aangevat in 2014 en twee jaar later voltooid. Port Authority of New York and New Jersey ging op 28 juni 2012 akkoord met een mogelijke terugkeer van de sculptuur naar het World Trade Center. In juli 2016 raakte men het eens over een terugkeer na 15 jaar. In augustus 2016 werd de sculptuur naar zijn huidige locatie gebracht, de World Trade Center site. The Sphere overschouwt het nieuwe World Trade Center sinds 6 september 2017 en bevindt zich in Liberty Park, in de nabije omgeving van National September 11 Memorial & Museum.